# 제3순환로역
제3순환로역 (베트남어: Ga Vành đai 3 / Ga 栐帶 3)은 베트남 하노이 타인쑤언군에 위치한 하노이 지하철 2A호선의 철도역이다.

## 노선
- 하노이 지하철
  - 2A호선